# Udon Thani
Pour la province, voir Province d'Udon Thani.
Udon Thani (thaï อุดรธานี) est une ville du nord-est de la Thaïlande (Isan), située à 552 km de Bangkok.
Sa population est de 143 000 habitants.
Udonthani signifie ville du nord.

## Transports
La ville est située sur la ligne de chemin de fer Bangkok-Nong Khai et possède un aéroport international.